# Mã số nhận diện nhựa cây

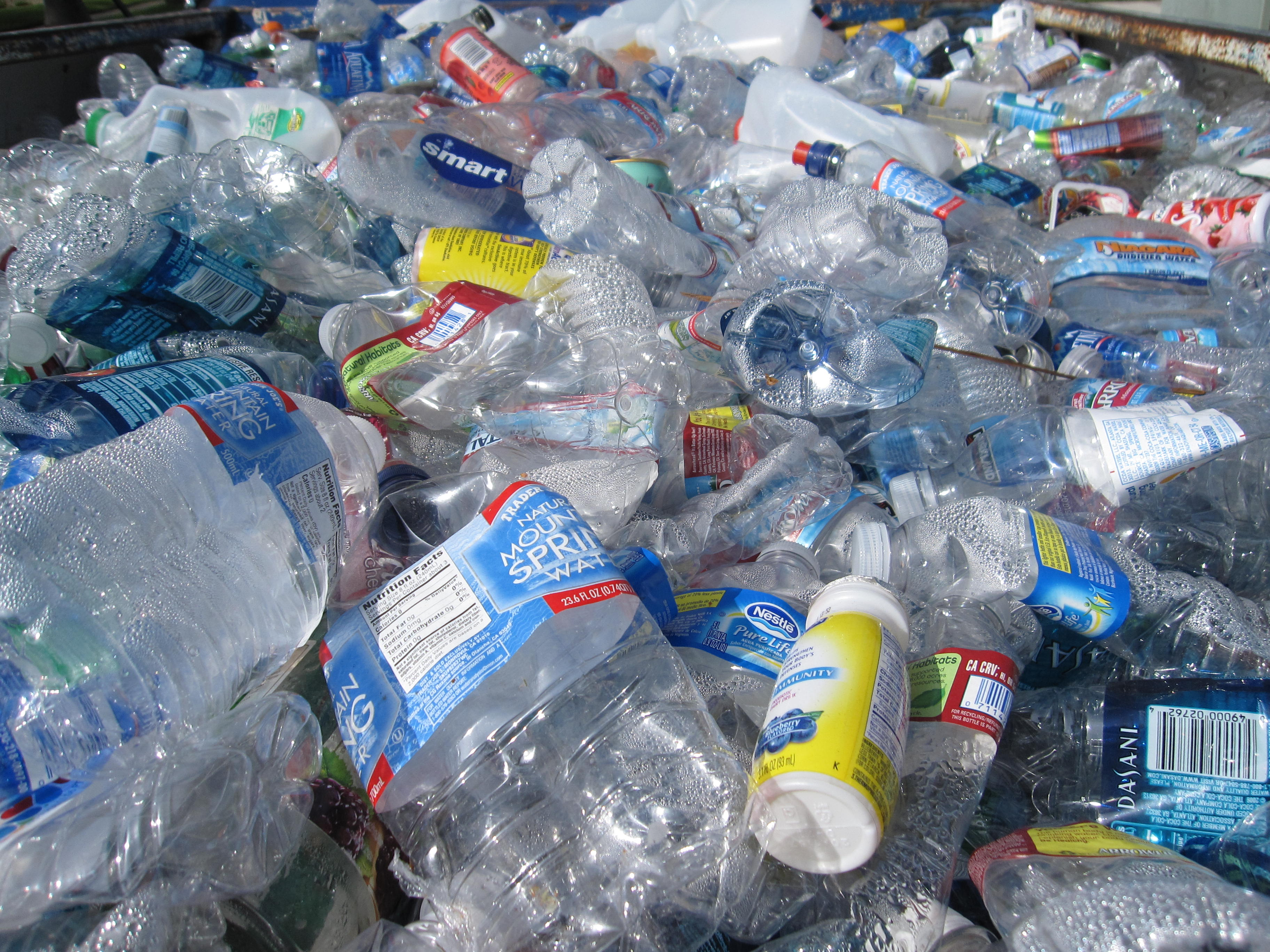
Các đồ dùng bằng nhựa đã được sắp xếp chờ được đem đi xử lý.

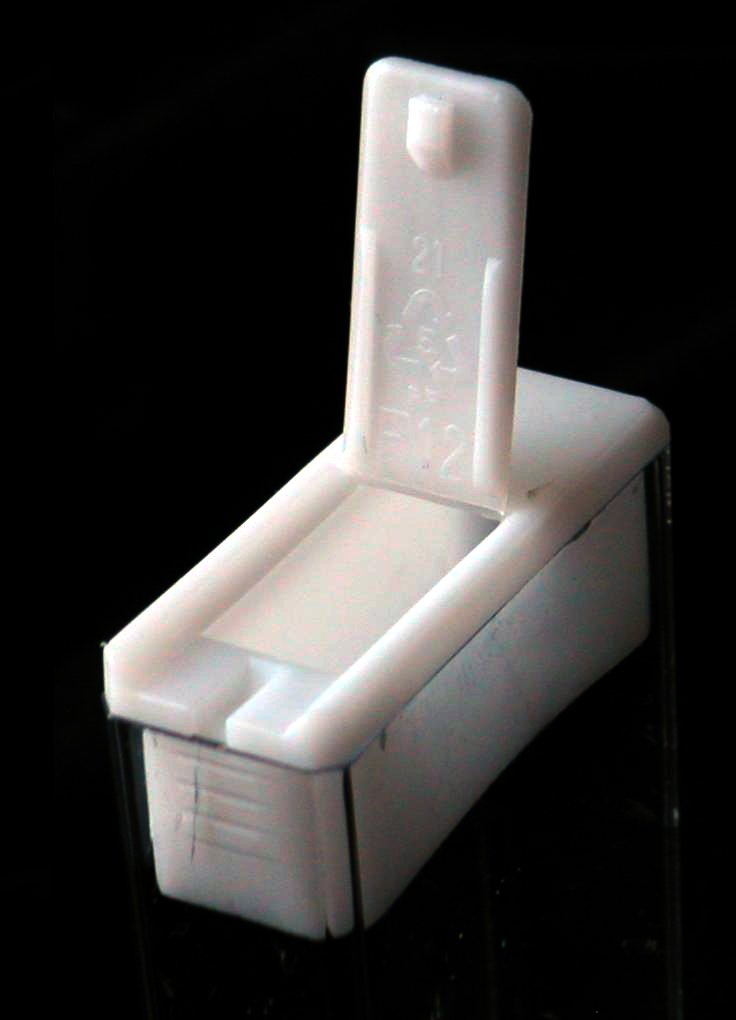
Nắp Polypropylen của một chiếc hộp Tic Tac, với chiếc nắp bật và mã số nhận diện nhựa cây, 5, ở dưới.

Hệ thống Mã số Nhận diện Nhựa cây ASTM Quốc tế (tiếng Anh: ASTM International Resin Identification Coding System), thường được viết tắt thành RIC, là một tập hợp các ký hiệu xuất hiện trên các sản phẩm làm từ nhựa để xác định sản phẩm ấy được làm từ loại nhựa nào. Nó nguyên gốc được phát triển bởi Đoàn thể của ngành Công nghiệp Nhựa (tiếng Anh: Society of the Plastics Industry, nay là Hiệp hội Công nghiệp Nhựa (tiếng Anh: Plastics Industry Association) vào năm 1988, nhưng đã được ASTM Quốc tế quản lý từ năm 2008.

## Lịch sử
Đoàn thể của ngành Công nghiệp Nhựa (SPI) giới thiệu hệ thống Mã số Nhận diện Nhựa cây (RIC) vào năm 1988. Dù SPI cho rằng mã số không dùng cho tái chế, sau này hệ thống được vay mượn bởi các cá nhân và tổ chức để hỗ trợ cho việc phân loại nhựa khi mà các cộng đồng ngày càng tái chế nhiều hơn. Và để đáp ứng nhu cầu của những người tái chế trên khắp đất Mỹ, hệ thống RIC được thiết kế sao cho những công nhân ở các nhà máy Phục hồi và Tái chế Nguyên vật liệu sắp xếp và phân tách các món đồ dựa theo loại nhựa cây dễ dàng hơn. Các loại nhựa khác nhau cần được tái chế riêng để giữ nguyên giá trị của vật liệu và để nó có thể được tái sử dụng sau khi tái chế.
Ở bản gốc, các ký hiệu thuộc hệ thống RIC có những mũi tên chỉ theo chiều kim đồng hồ, tạo thành hình tam giác bao quanh một con số. Con số đó chỉ loại nhựa được sử dụng để làm nên sản phẩm đó:
- "1" biểu thị sản phẩm được làm từ polyethylen terephthalat (PET) (chai đựng đồ uống, cốc, bao bì,...)
- "2" biểu thị sản phẩm được làm từ polyethylen mật độ cao (HDPE) (chai, cốc, can sữa,...)
- "3" biểu thị sản phẩm được làm từ polyvinyl chloride (PVC) (ống nước, lát sàn,...)
- "4" biểu thị sản phẩm được làm từ polyethylen mật độ thấp (LDPE) (Túi nylon, ống,...)
- "5" biểu thị sản phẩm được làm từ polypropylen (PP) (phụ tùng ô tô, sợi công nghiệp, hộp đựng thực phẩm,...)
- "6" biểu thị sản phẩm được làm từ polystyren (PS) (dao dĩa nhựa, Styrofoam, khay ăn căn-tin,...)
- "7" biểu thị sản phẩm được làm từ các loại nhựa khác, như acrylic, nylon, polycacbonat và axit polylactic (PLA).

Khi số bị bỏ qua, mờ,..., các mũi tên xếp thành hình tam giác tạo thành ký hiệu tái chế quốc tế, chỉ sự tái chế được. Sau này RIC được chỉnh sửa lại thành hình tam giác cứng để tránh việc người dùng nhầm lẫn công dụng của RIC, và cũng bởi vì một món đồ có ký hiệu RIC không đồng nghĩa với việc nó có thể tái chế được.
Năm 2008, ATSM Quốc tế bắt đầu nắm quyền quản lý hệ thống RIC và phát hành Thủ tục Chuẩn-ASTM D7611 cho Điều khoản Đánh mã Nhựa Sản xuất cho Nhận diện Nhựa cây. Vào năm 2013, tiêu chuẩn này được chỉnh sửa, đổi các mũi tên tạo thành hình tam giác thành hình tam giác cứng.
Từ khi được giới thiệu, nhiều người cho rằng RIC là biểu hiện của sự tái chế, nhưng thực chất sự có mặt hay không của RIC không đồng nghĩa với việc món đồ đó có tái chế được hay không.

## Bảng mã nhựa cây
| Số | Hình ảnh | Hình ảnh thay thế #1 | Hình ảnh thay thế #2 | Viết tắt        | Tên Polyme | Sử dụng | Tái chế |
| -- | -------- | -------------------- | -------------------- | --------------- | --- | --- | --- |
| 1  | ♳        |                      |                      | PETE hoặc PET   | Polyethylen terephthalat | Polyester fibres (Polar Fleece), thermoformed sheet, strapping, soft drink bottles, tote bags, furniture, carpet, paneling and (occasionally) new containers. (See also: Recycling of PET bottles)            | Picked up through most curbside recycling programs. |
| 2  | ♴        |                      |                      | HDPE hoặc PE-HD | Polyethylen mật độ cao | Bottles, grocery bags, milk jugs, recycling bins, agricultural pipe, base cups, car stops, playground equipment, and plastic lumber                                                                           | Picked up through most curbside recycling programs, although some allow only those containers with necks.                                                      |
| 3  | ♵        |                      |                      | PVC hoặc V      | Polyvinyl chloride | Pipe, window profile, siding, fencing, flooring, shower curtains, lawn chairs, non-food bottles, and children's toys.                                                                                         | Extensively recycled in Europe; 481,000 tonnes in 2014 through Vinyl 2010 and VinylPlus initiatives.                                                           |
| 4  | ♶        |                      |                      | LDPE hoặc PE-LD | Polyethylen mật độ thấp | Plastic bags, six pack rings, various containers, dispensing bottles, wash bottles, tubing, and various molded laboratory equipment                                                                           | LDPE is not often recycled through curbside programs, but some communities will accept it. Plastic shopping bags can be returned to many stores for recycling. |
| 5  | ♷        |                      |                      | PP              | Polypropylen | Auto parts, industrial fibres, food containers, and dishware | Number 5 plastics can be recycled through some curbside programs.                                                                                              |
| 6  | ♸        |                      |                      | PS              | Polystyren | Desk accessories, cafeteria trays, plastic utensils, toys, video cassettes and cases, clamshell containers, packaging peanuts, and insulation board and other expanded polystyrene products (e.g., Styrofoam) | Number 6 plastics can be recycled through some curbside programs.                                                                                              |
| 7  | ♹        |                      |                      | OTHER hoặc O    | Các loại nhựa khác, như acrylic, nylon, polycacbonat và axit polylactic (PLA; một loại chất dẻo sinh học) và sự kết hợp của nhiều loại nhựa. | Bottles, plastic lumber applications, headlight lenses, and safety shields/glasses. | Number 7 plastics have traditionally not been recycled, though some curbside programs now take them.                                                           |

Bên dưới là bảng ký hiệu RIC sau khi ATSM sửa đổi tiêu chuẩn năm 2013